# 坂の上の雲 (テレビドラマ)
『坂の上の雲』（さかのうえのくも）は、2009年11月29日から2011年12月25日まで足掛け3年にわたってNHKで放送されたテレビドラマの特別番組。
司馬遼太郎が10年の歳月をかけて、日露戦争と明治時代を生きた若者たちの青春群像を渾身の力で書き上げた、同名の歴史小説『坂の上の雲』を原作として描く人間ドラマ。脚本は野沢尚、柴田岳志、佐藤幹夫、加藤拓。3部構成、全13回。

## 概要
日本人は明治維新によってはじめて近代的な「国家」をもち「国民」となったのであり、明治という時代は、近代国家をつくりあげようとし、まるで少年のような希望を抱きながら突き進んだ時代であった。四国松山に生まれた3人の男を軸に、本作は展開する。すなわち、日本海軍でバルチック艦隊を破る作戦を立てた秋山真之、日本陸軍でロシアのコサック騎兵と対等に戦った秋山好古、そして俳句・短歌の革新者となった正岡子規である。この3人は時代の激流に飲み込まれながらも、自らの生き方を貫き、ただ前のみを見つめるようにして、明治時代という、いわば「時代の坂」を上っていったのであった。本作は、まだ年若くまるで少年のような国であった明治時代の日本が、世界の中でいかに振る舞ったかを描くドラマである。
出演者は、主要な登場人物3人の秋山真之を本木雅弘、秋山好古を阿部寛、正岡子規を香川照之が演じたほか、菅野美穂、石原さとみ、松たか子など若手～中堅の実力派から多数起用。また、ベテラン勢からは渡哲也、高橋英樹、加藤剛、西田敏行、石坂浩二、江守徹、舘ひろし、伊東四朗、柄本明、竹下景子、竹中直人、渡辺謙（語り）など日本を代表する役者たちが起用された。過去の大河ドラマで主演をした役者も多く出演している。
本作はNHKが2009年度から3年間の中期経営計画として製作する大型プロジェクト「プロジェクトJAPAN」の一環と位置づけられた。第1部全5回は2009年11月から12月に大河ドラマと同じ20時から、第2部および第3部のそれぞれ全4回は2010年・2011年12月の19時30分から放送された。この3年間に放送されていた大河3作品（天地人・龍馬伝・江）は、全て11月中に終了となった。大河ドラマは通常1回45分であるが、本作は1回90分で制作されている。制作費も大河ドラマを上回るケタ違いの規模である。
全13回の平均視聴率は14.5%、最高視聴率は第二回の19.6%であった（関東地区・ビデオリサーチ社調べ）。
2012年に第38回放送文化基金賞 番組部門（テレビドラマ番組）本賞を受賞。また、「スペシャルドラマ「坂の上の雲」の制作手法を支えた技術開発と運用」として2010年に放送文化基金賞個人・グループ部門（放送技術分野）を受賞（受賞者代表：宮路信広）。
2013年にはVFX-JAPANアワード2013テレビ番組部門優秀賞を坂の上の雲VFXチームが受賞した。

## 制作までの経緯
司馬遼太郎には連載中から「本作を映像化させてほしい」とのオファーが殺到していたという。しかし「戦争賛美と誤解される、作品のスケールを描ききれない」として司馬は許可しなかった。当時、NHKもオファーを行っていたが2週間考えた末の司馬の結論は「やっぱり無理やで」だったという。
司馬の死後、NHKの「総力を挙げて取り組みたい」との熱意と映像技術の発展により、作品のニュアンスを正しく理解できる映像化が可能となったとして1999年に司馬遼太郎記念財団が映像化を許諾。その後、著作権を相続した福田みどり夫人の許諾を得て、2002年には志願したスタッフを中心に製作チームが結成された。
2003年1月、大河ドラマとは別枠の「21世紀スペシャル大河ドラマ」として2006年に放送する予定が発表された。しかし、2004年6月に脚本担当の野沢尚が自殺したことに加え、2005年1月には映像化を推進した海老沢勝二会長がNHKの不祥事などを理由に辞任。野沢は全話分の脚本の初稿を書き上げていたが、制作費が高額となることや受信料不払いが相次いだことなどから体制が再検討された。
脚本については製作スタッフが外部諮問委員会などの監修をもとに完成させ、全18回を1年かけて放送するという当初の予定を変更し、3部構成の全13回を2009年秋から足掛け3年で放送することが2007年1月に主要キャスト4人（本木、阿部、香川、菅野）とともに発表された。また当初冠にしていた「スペシャル大河ドラマ」は後に「大河」の文言を抜いて単に「スペシャルドラマ」という冠に変更された。
2007年11月に茨城県つくばみらい市でクランクイン。以後、日本各地のみならず日露戦争の舞台となった中国やロシア、アメリカ、イギリスなどで3年に亘るロケが行われ、2010年11月にクランクアップした。
放送までの経緯については公式サイト、NHKスペシャルドラマガイドおよび脚注で示した新聞記事などに基づく。

## あらすじ
日本が近代国家へと歩み始めた明治時代、伊予国（現在の愛媛県）・松山に3人の男がいた。後に連合艦隊参謀として日本海海戦の勝利に貢献する秋山真之、その兄で日本騎兵の父となる好古、俳句・短歌の中興の祖となった正岡子規。彼らはただ前のみを見つめ、明治という時代の坂を上ってゆく。
第1部
明治維新の年に生まれた秋山真之は、陸軍に入った兄・好古を頼って上京し、親友・正岡升（子規）と共に東京大学予備門に入学する。しかし、学生生活に疑問を感じて予備門を中退。海軍軍人を志す。一方、俳句の革新を志して帝国大学に進んだ子規は結核に冒され、一時帰郷を余儀なくされる。やがて日清戦争が始まると、秋山兄弟と子規は、それぞれの立場からこの戦争に関わることになる。そして、戦争に勝利した大日本帝国の前には極東進出を狙う大国・ロシア帝国の脅威が迫っていた。
第2部
日清戦争後、極東の権益をめぐって、大日本帝国とロシアの関係は悪化。対露戦争を見据えた大日本帝国は、イギリスと日英同盟を結ぶ。英国駐在を経て帰国した真之は、海軍大学校の教官に就任して次代を担う指揮官の育成に励み、一方で子規は俳句の革新を成し遂げるが、壮絶な闘病の末に世を去る。大日本帝国政府は外交交渉による対露関係修復を図る一方で、着々と開戦の準備を進め、真之も連合艦隊参謀に補される。そして、大日本帝国は遂にロシア帝国との断交を決定し、日露戦争の宣戦布告をする。連合艦隊はロシア極東艦隊の基地・旅順を攻撃するが、二度にわたる閉塞作戦に失敗し、真之は親友・広瀬武夫を失う。大本営は、作戦を大日本帝国陸軍による旅順要塞の攻略に切り替えた。
第3部
大日本帝国海軍の「旅順艦隊を港から追い出してくれればいい」との意向に対し、乃木希典率いる大日本帝国陸軍は、要塞攻略を目指して正面突撃を繰り返し、多大な犠牲者を出す。遂に乃木は要塞攻略を諦め、作戦目標を二〇三高地の攻略に絞り、親友・児玉源太郎の助けを得てこれを攻略し、旅順艦隊は壊滅する。好古率いる秋山支隊は、各地の戦いでロシアのコサック騎兵を破る活躍を見せ、ロシア側の作戦ミスも重なって、大日本帝国陸軍は辛うじて奉天を制する。一方、対馬海峡でロシアのバルチック艦隊を待ち受ける大日本帝国海軍は、バルチック艦隊の動きを掴めずにいた。津軽海峡方面の艦隊移動決定直前、旗艦・三笠に「敵艦見ユ」の一報が入る。真之は大本営への電文に、一文「本日、天気晴朗ナレドモ波高シ」を添える。

## 登場人物

### 主要人物
秋山真之（あきやま さねゆき）
（秋山淳五郎 → 秋山真之）
演：本木雅弘（幼少期：小林廉）
幼名は淳五郎。周囲からは「淳」（あるいは「淳さん」）と呼ばれる。 煎り豆が好物。
少年時代は手のつけられない悪童だった。松山中学を中退して上京し東京大学予備門に入るが、ほどなく中退し海軍兵学校へ入る。卒業後、少尉として日清戦争に従軍するが、自分の判断が元で部下を死なせてしまったことに深い衝撃を受ける。戦後はアメリカに留学後、イギリス駐在武官に転じる。
英国駐在を経て帰国後は、海軍大学校の教官に就任し、次代を担う指揮官の育成に励む。日露開戦に際し連合艦隊参謀に就任。「生還の見込みの無い作戦は立てない」を信条に日露戦争に臨み日本海海戦では自ら編み出した「丁字戦法」によってバルチック艦隊を打ち破る。しかし、どんなに良い作戦を立てても敵味方に多くの犠牲者が出てしまう現状に悩み苦しみ、帰国後に病没した母の遺体の前で「あしは世の中お役に立てたのかのう…」と呟き、季子に「海軍を退役して僧侶になりたい」と涙ながらに告白する。しかし結局退役することはなかった。
戦後、子規の墓を訪ねた後に好古と釣りに行き、彼から労いの言葉をかけられる。大正7年に「みなさんいろいろお世話になりました。これから独りでゆきますから。」と言い残し、49歳で死去した。
秋山好古（あきやま よしふる）
（秋山信三郎 → 秋山好古）
演：阿部寛（幼少期：田中祥平 / 少年期：染谷将太）
真之の兄。幼名は信三郎。周囲からは「信」（あるいは「信さん」）と呼ばれる。
少年時代は風呂屋で働きながら本を買って独学で勉強し、学費がかからないからと、大阪の師範学校を経て東京の陸軍士官学校に入る。 陸軍大学校で学ぶ傍ら真之を東京に呼び寄せ、予備門の学費の面倒を見る一方で、彼を厳しく鍛えた。陸軍大学校を経てフランスに留学し、騎兵戦術を学び日本騎兵の育成に尽力する。
北清事変後は清国駐屯軍司令官となり、天津に滞在。帰国後は騎兵第1旅団長となり日露戦争を迎え、騎兵第1旅団を中核とした「秋山支隊」を率いて遼陽・黒溝台・奉天に参加し、ロシアのコサック騎兵を大いに破る。戦後、真之と共に釣りに行き「お前はようやった、ようやったよ…」と慰める。
戦後、大将まで昇級して退役すると故郷・松山の中学校の校長を務める。昭和5年、満州の地にいるかのように意識が朦朧とし、「馬引け、奉天へ…」が最期の言葉となりながら、家族に看取られた。
史実ではフランス留学時に髪が抜けたが、ドラマでは老年期まで抜けていない。
正岡子規（まさおか しき）
（正岡升 → 正岡常規 → 正岡子規）
演：香川照之（少年期：ささの貴斗）
真之らの幼馴染。名は常規（つねのり）。幼名は升（のぼる）。真之など周囲からは「ノボさん」と呼ばれる。
少年期は気弱でいつも真之や律に助けられていた。真之より一足先に上京し、共立学校を経て大学予備門に進む。予備門在学中に俳句の革新を志し、帝国大学に進学するが、結核に冒され一時帰郷を余儀なくされる。病が癒えると再び上京、大学を中退して新聞「日本」の記者となり俳句の革新に邁進するが、結核が再発。動くこともままならなくなりながらも旺盛に創作活動を行うが、結核と脊椎カリエスには勝てず命を落とした。死後「日本俳諧の中興の祖」と評価される。
正岡律（まさおか りつ）
演：菅野美穂（少女期：吉田里琴）
子規の妹。真之からは「リーさん」と呼ばれる。
幼い頃は真之と共に気弱な兄を助けていた。真之に想いを寄せていたが、従兄弟の軍人と結婚。しかし婚家とそりが合わず離縁される。後に松山中学の教師と再婚するが、病に倒れた子規の世話をするために実家に戻り、そのまま離縁される。母と共に上京し、根岸の家で子規の身の回りの世話をする。
子規の死後は共立女子職業学校に入学して勉学に励む一方で、真之の結婚後も妻・季子に裁縫や料理を教えるなど交流し、夫の出征後、ひとり家を守る彼女の用心棒を買って出る。

### 親族

#### 秋山家
秋山多美（あきやま たみ）
（佐久間多美 → 秋山多美）
演：松たか子
好古の妻。旧旗本佐久間家の娘。
好古には「可愛い目が狆に似ている」と言われる。当初は佐久間邸の離れに下宿する秋山兄弟を「陪臣」「けだもの」と蔑んでいた。フランス留学から帰国した好古と見合い結婚。これにより、陸大一期生は全員既婚者（作中では長岡は「同期生は全滅」と表現）となった。
好古の不在時は妻として留守を守る一方、「兄さんの代り」と称して真之の世話も焼く。姑嫁との仲が良かった。
好古の最期には「……あなた……馬から落ちてはいけませんよ」と言葉を伝えた。
秋山貞（あきやま さだ）
演：竹下景子
真之・好古らの母。久敬の妻。
子供達の成長を温かく見守るが、悪戯の過ぎた真之には短刀を突きつけて自害を迫るなど厳しい一面も持つ。久敬の死後、上京して好古と共に暮らすが、末っ子の真之のもとにも頻繁に訪れている。
真之の出征後に病を患い、日本海海戦の勝利の報を聞いた際には真之の無事を知って安堵するが、病状の悪化に伴い彼の帰国を待たず世を去った。
秋山久敬（あきやま ひさたか）
演：伊東四朗
真之・好古らの父。晩年は八十九（やそく）と号する。県庁の学務課に勤めている。
「古来の英雄豪傑は、赤貧の中で産まれた。あしが（私が）貧乏なのは、いわば子の教育の為である」ということを持論に、子供たちの教育には必要最低限のことしかせず、県庁に勤めているのに、好古に官費（つまり無料）の学校の存在を教えないなど、独自の教育方針で子供達を育てた。真之に「急がば回れ、短気は損気」の言葉を遺し、真之が練習航海に出ている間に亡くなった。
秋山季子（あきやま すえこ）
（稲生季子 → 秋山季子）
演：石原さとみ
真之の妻。宮内省御用掛・稲生真履の三女。八代六郎の紹介で真之と知り合い、後に結婚する。
稲生真履（いのう まふみ）
演：加納竜
宮内省御用掛。季子の父。
与志子（よしこ）
演：新井優歌
好古の長女。
健子（けんこ）
演：松浦愛弓
好古の次女。
信好（のぶよし）
演：小山颯
好古の長男。

#### 正岡家
正岡八重（まさおか やえ）
演：原田美枝子
子規・律の母。
律と共に上京し、子規の身の回りの世話をする。
大原観山（おおはら かんざん）
演：真実一路
子規らの祖父。
漢学者で明治の世になっても髷を切らず、帯刀もやめなかった。

### 日本海軍の関係者

#### 広瀬武夫とその親族
広瀬武夫（ひろせ たけお）
演：藤本隆宏
豊後竹田出身。海軍兵学校時代は真之の一期先輩で後に親友となる。早くからロシアの脅威を感じ、独学でロシア語を習得。その努力が認められ、兵学校卒業時の席次が低いにも拘らずロシアへの官費留学生に指名される。
ロシアの内情を探る一方で、アリアズナをはじめとするロシアの人々とも親しく交流し、ロシアを「第二の故郷」と公言するまでになる。帰国後は戦艦「朝日」の水雷長となり、旅順閉塞作戦においては指揮官の一人に選ばれるが、第二次閉塞作戦の際に戦死する。遺骸はロシア海軍の手で丁重に葬られた。
広瀬勝比古（ひろせ かつひこ）
演：五宝孝一
巡洋艦「浪速」の砲術長。武夫の兄。
広瀬智満（ひろせ ちま）
演：下川江那
広瀬武夫の祖母。

#### 戦艦「三笠」乗組員
東郷平八郎（とうごう へいはちろう）
演：渡哲也
薩摩出身。呉鎮守府参謀長時代に戦艦「定遠」を訪れた際に真之と出会う。その際、清国海軍の実態を見抜き「鈍らの刀」と評した。国際法の研究を趣味としており、巡洋艦「浪速」艦長として参加した日清戦争では、英国商船「高陞号」を国際法に則って撃沈した。戦後、再会した真之に指揮官としての心構えを説いた。
その後は舞鶴鎮守府司令長官に就任。「昼行燈」などと陰口も言われていたが、日露開戦が迫るや常備艦隊司令長官、次いで連合艦隊司令長官に任命される。
真之を連合艦隊参謀に招聘し、作戦立案を一任。日本海海戦では真之・加藤と共に敵弾が降り注ぐ甲板上で指揮を執り、日本軍を勝利に導いた。その後、白旗を揚げたロシア艦「インペラートル・ニコライ1世」に対する砲撃中止を真之から訴えられるが、ロシア艦が停船していなかったため国際法に則ってないと砲撃を続行し、ロシア艦の停船により砲撃中止を決断した。
加藤友三郎（かとう ともさぶろう）
演：草刈正雄
日露戦争開戦時の第二艦隊参謀長。後に島村の跡を継いで連合艦隊参謀長となる。
飯田久恒（いいだ ひさつね）
演：蟹江一平
真之の海軍大学校教官時代の生徒。日露戦争が始まると連合艦隊参謀となり、真之の下で働く。
永田泰次郎（ながた やすじろう）
演：頼三四郎
日露戦争開戦時の東郷平八郎の幕僚副官。
伊地知彦次郎（いじち ひこじろう）
演：ダンカン
戦艦「三笠」艦長。
清河純一（きよかわ じゅんいち）
演：小林高鹿
東郷平八郎の幕僚副官。
「何万の将兵を犠牲にしても二〇三高地は落とさなければならん」と自分の信条に反する内容で激昂する真之に「陸軍と海軍の将兵の命は違うのか」と詰め寄る。
鈴木（すずき）
演：永田耕一
軍医総監。
山本信次郎（やまもと しんじろう）
演：日野誠二
フランス語通訳。
安保清種（あぼ きよかず）
演：土平ドンペイ
戦艦「三笠」砲術長。
長谷川清（はせがわ きよし）
演：宮下裕治
戦艦「三笠」測的係。
今村信次郎（いまむら のぶじろう）
演：伊東潤
戦艦「三笠」砲術長附。
枝原百合一（えだはら ゆりかず）
演：瑞木健太郎
戦艦「三笠」航海士。
布目満造（ぬのめ みつぞう）
演：大窪晶
戦艦「三笠」航海長。
玉木信介（たまき しんすけ）
演：磯野正一
戦艦「三笠」伝令。
山崎厳亀（やまざき げんき）
演：明石鉄平
戦艦「三笠」伝令。
三浦忠（みうら ただし）
演：神野崇
戦艦「三笠」伝令。
野口新蔵（のぐち しんぞう）
演：増山耕平
戦艦「三笠」伝令。

#### 連合艦隊の軍人たち
島村速雄（しまむら はやお）
演：舘ひろし
日露戦争開戦時の連合艦隊兼第一艦隊参謀長。
東郷同様、作戦面については真之に任せているが、真之が旅順攻略に手間取る陸軍に直談判に及ぼうとしたときは払い腰で投げ飛ばしてこれを制止した。旅順攻略後は加藤友三郎に後を任せ、第二艦隊第二戦隊司令官に転ずる。日本海海戦直前の作戦会議では、津軽海峡への転進で傾きかけた会議を一言で対馬海峡残留でまとめた。
鈴木貫太郎（すずき かんたろう）
演：赤井英和
第四駆逐艦隊司令。
バルチック艦隊の行動が掴めず焦る真之をたしなめる。
有馬良橘（ありま りょうきつ）
演：加藤雅也
日露戦争開戦時の連合艦隊兼第一艦隊参謀。
旅順港閉塞作戦を立案した。志願者の多さを見て成功を確信するが、作戦は失敗。この事で心身を痛めたため、大本営付きに転属となり艦隊を去った。
岩村団次郎（いわむら だんじろう）
演：山口馬木也
陸軍第三軍への連絡将校。
第一次旅順総攻撃が失敗に終わった直後、陸軍の作戦に意見しようとして第三軍の参謀らと掴み合いとなる。
成川揆（なるかわ はかる）
演：田中要次
仮装巡洋艦信濃丸艦長。バルチック艦隊を発見した。
山田彦八（やまだ ひこはち）
演：石井洋祐
日露戦争開戦時の戦艦「朝日」艦長。
森山慶三郎（もりやま けいざぶろう）
演：高杉亘
第四戦隊参謀。
松井健吉（まつい けんきち）
演：中村圭太
第一戦隊参謀。
佐藤鉄太郎（さとう てつたろう）
演：杉山文雄
第二艦隊参謀。
山路一善（やまじ かずよし）
演：内倉憲二
第三戦隊参謀。
斎藤七五郎（さいとう しちごろう）
第一艦隊参謀。旅順閉塞作戦に参加する。
正木義太（まさき よしもと）
日露戦争開戦時は巡洋艦「高砂」砲術長。旅順閉塞作戦に参加する。

#### 海軍省・軍令部
山本権兵衛（やまもと ごんべえ）
演：石坂浩二
薩摩出身。東郷とは共に戊辰戦争を戦った仲。
日本を世界の五大海軍国に押し上げた立役者。日露開戦前夜、海軍大臣として常備艦隊司令長官である日高を説得・罷免し、東郷を後任とする。日本海海戦直前、連合艦隊の津軽海峡への転進制止の命令を出そうと進言する財部を「作戦は東郷に任せてある」と一喝した。
伊東祐亨（いとう すけゆき）
演：山野史人
日清戦争時の連合艦隊司令長官。日露戦争時の海軍軍令部長。連合艦隊からの日本海海戦勝利の電文を読み上げた。
財部彪（たからべ たけし）
演：飯田基祐
広瀬と兵学校の同期。日清戦争後、イギリスへの留学生に選ばれる。
日露戦争では大本営付きの大佐。連合艦隊の津軽海峡転進の報を聞き、これを制止しようとするが海軍大臣の山本に一蹴される。
山下源太郎（やました げんたろう）
演：鷲生功
日露戦争開戦時、佐世保に在泊する連合艦隊に開戦の封密命令を持参した。

#### 福井丸閉塞隊
杉野孫七（すぎの まごしち）
演：古本新乃輔
戦艦「朝日」乗組員。広瀬と共に第二回旅順口閉塞作戦に参加し福井丸指揮官附となる。作戦中に行方不明となり戦死と認定される。
平野松三郎（ひらの まつさぶろう）
演：木村昇
第二回旅順口閉塞作戦で福井丸の閉塞隊の一人。
栗田（くりた）
演：野村修一
第二回旅順口閉塞作戦で福井丸の閉塞隊の機関士。

#### その他の海軍軍人
八代六郎（やしろ ろくろう）
演：片岡鶴太郎
真之、広瀬の兵学校時代の教官。広瀬に先行してロシアに留学し、共にロシアの内情を探る。
帰国後は、かつての生徒である真之の海軍大学校での講義に聴講生として参加。高橋是清と共に真之に稲生季子を紹介し、結婚の際には仲人を務めた。
日高壮之丞（ひだか そうのじょう）
演：中尾彬
東郷の前任の常備艦隊司令長官。薩摩出身で山本権兵衛とは親友。
日露戦争開戦直前まで常備艦隊を指揮し、権兵衛も「将才では東郷に勝る」と評価していた。しかし我の強い性格と上層部の命令に従順でない点を危険視され、常備艦隊司令長官を罷免されると激昂して自決を図ろうとしたが、権兵衛に諭され思い止まる。
花田（はなだ）
演：須田邦裕
三等兵曹。真之の部下で彼に心酔していた。「マスト登りなら、誰にも負けない」と自負している。威海衛の戦いでマスト登りの役を引き受けるが、その際に砲弾の直撃を受けて戦死。可愛がっていた部下の死は、真之の心に深い傷を残した。
人見（ひとみ）
演：大木聡
巡洋艦「浪速」の大尉。東郷の指示で高陞号への交渉へ赴く。
下村延太郎（しもむら のぶたろう）
演：松尾敏伸
真之の海軍大学校教官時代の生徒。
浅井正次郎（あさい しょうじろう）
演：深作覚
第一回旅順港閉塞作戦に従事する。
志津田（しづた）
演：高橋光宏
巡洋艦「浪速」の航海士。
成田（なりた）
演：田渕大
在米武官。
寺垣（てらがき）
演：加藤佳男
巡洋艦「千歳」艦長。
諸岡（もろおか）
演：荻原紀
常備艦隊司令官。
久保田（くぼた）
演：櫻庭博道
大尉。
林三子雄（はやし みねお）
大尉。日清戦争後、ドイツへの留学生に選ばれる。
村上格一（むらかみ かくいち）
大尉。日清戦争後、フランスへの留学生に選ばれる。

### 日本陸軍の関係者

#### 乃木希典と親族
乃木希典（のぎ まれすけ）
演：柄本明（幼少期：番場翔）
日清戦争時は第一旅団長。「攻略に半年はかかる」と言われた旅順要塞をわずか半日で陥落させた。
戦後に休職し那須野で家族と共に農耕して過ごしていたが、那須野を訪れた児玉から日露の開戦が近づいていることを聞き、復帰を決意する。
日露戦争では第三軍を率いて旅順要塞の攻略を担当するが将兵に多大な犠牲を出し、自身も二〇三高地の戦いで息子・保典を失う。
乃木静子（のぎ しずこ）
演：真野響子
乃木の妻。夫と共に那須野で農耕して過ごしている。
乃木保典（のぎ やすすけ）
演：橋爪遼
乃木の次男。陸軍少尉。
第三軍指揮下の後備第1旅団の旅団長付副官として二〇三高地の戦いに参加。前線への伝令に赴いた際、帰還中に敵の銃弾を頭部に受け戦死。
乃木勝典（のぎ かつすけ）
演：木崎浩之
乃木の長男。
旅順攻略戦に先立つ南山の戦いで戦死した。
玉木文之進（たまき ぶんのしん）
演：江良潤
長州藩士。乃木希典の縁戚。吉田松陰の叔父に当たる。明治9年（1876年）に前原一誠の起こした萩の乱へ養子や門弟の多くが参加したため、責任を取る形で自害しており、本作では、乃木の若き日の経歴をナレーションが解説するシーンに登場。

#### 児玉源太郎と親族
児玉源太郎（こだま げんたろう）
演：高橋英樹（10歳：黒濱優至）
好古在学時に陸軍大学校の教官を務め、好古が結婚する際には勧め仲人をしている。乃木希典とは親友で彼を「乃木のジジイ」と呼ぶ。
日露戦争開戦直前、参謀本部次長・田村怡与造の死により、事実上の降格人事を自ら引受ける形で参謀次長に就任。開戦直前、隠遁生活を送る乃木に現場復帰を要請した。
日露戦争では満州軍総参謀長を務める。当初は「竹矢来でも組んでおけばいい」と旅順要塞を軽視していたが、乃木の第三軍が多大な犠牲者を出したことで認識を改め、これ以上の犠牲を出さないため指揮系統を無視して第三軍の指揮に介入し、味方が進撃しながら援護砲撃するという作戦（いわゆる同士討ち可能性が大きい）を断腸の思いで実施し、二〇三高地を陥落させる。また好古に秋山支隊を編成させロシア軍右翼を脅かすなど、満州における陸軍の作戦を主導する。奉天会戦の勝利を見届けると終戦工作に従事するため帰国した。
児玉久子（こだま ひさこ）
演：守田菜生
源太郎の姉。
野田（のだ）
演：中島陽典
児玉源太郎の秘書。

#### 参謀本部
山県有朋（やまがた ありとも）
演：江守徹
元老。枢密院議長。日清開戦に反対する伊藤には陸軍への押さえを期待されたが、陸奥・川上の根回しで開戦を支持する。
日露戦争では参謀総長を務める。乃木に対し、激励の漢詩を認めるが、旅順攻略に手間取っている乃木に対しては怒りを露にする。
長岡外史（ながおか がいし）
演：的場浩司
陸軍大学校の生徒で好古の同期。好古の祝言の席では同期生達と共に、かつての教官メッケルの真似をして「好古をもって同期全員、全滅」と言ってから一斉に倒れて死んだふりをする一芸を披露した。
日露戦争では参謀次長を務め、新兵器の開発研究を進める一方で有坂の進言を容れ、現場の判断を無視して28サンチ榴弾砲を旅順に送った。また旅順攻略に手間取る乃木ら第三軍司令部の更迭も進言していたが、これは明治天皇の反対で無くなっている。
川上操六（かわかみ そうろく）
演：國村隼
日清戦争時の陸軍参謀次長。外務大臣・陸奥と組み日清戦争開戦を主導した。日露戦争が起こる機運の最中に急病死する。
有坂成章（ありさか なりあきら）
演：矢島健一
参謀本部技術審査部長。
第三軍の所持する砲では旅順要塞は落とせないと、28サンチ榴弾砲を旅順に送るという奇策を長岡に進言する。

#### 満州軍総司令部
大山巌（おおやま いわお）
演：米倉斉加年
日清戦争では第二軍司令として乃木や好古らを率いて旅順を攻略する。
日露戦争開戦時は陸軍参謀総長、次いで満州軍総司令官を務める。指揮権を犯してまで旅順の乃木を助けに行こうとする児玉に対し「児玉大将の言は予の言である」旨の一筆を認めて持たせ、彼の指揮権を補強した。
松川敏胤（まつかわ としたね）
演：鶴見辰吾
満州軍総司令部参謀。
遼陽会戦では好古の報告を軽視して日本軍の苦戦を招き、黒溝台会戦では秋山支隊の騎兵斥候の報告を無視して秋山支隊に多くの犠牲が出たことを「難戦」の一言で片付けようとして好古に叱責される。奉天会戦ではロシア軍の左翼と右翼を交互にせめて手薄になった中央を突破する奇策を編み出し日本軍を勝利に導くが、その際も支援を求める第三軍の津野田に対して「総司令部は第三軍に多くを期待していない」と言い放った。
井口省吾（いぐち しょうご）
演：堤大二郎
陸軍大学校の生徒で好古の同期。
日露戦争では満州軍参謀を務める。黒溝台会戦直前、「ロシア軍に大攻勢の兆しあり」の報告を受けるが「凍った地面に塹壕を掘れる訳が無い」と一笑に付した。
田中国重（たなか くにしげ）
演：嵐芳三郎
満州軍総司令部参謀。
筑紫熊七（つくし くましち）
演：ヨシダ朝
満州軍総司令部参謀。

#### 第三軍
伊地知幸介（いぢち こうすけ）
演：村田雄浩
日清戦争時は第二軍参謀副長として乃木と共に旅順要塞を落とした。
日露戦争では乃木指揮下の第三軍参謀長として再び旅順要塞攻略の作戦立案を担当するが、正面攻撃に拘り将兵に多大な犠牲者を出す。乃木が作戦計画を二〇三高地攻略に絞るとした時も当初は反対したが、決定後は率先して前線部隊に変更が可能か確認をとるなど、作戦変更に尽力している。神経痛で立てなくなる等、体を壊しながらも指揮を執るが、第三軍の指揮を執るために訪れた児玉からは、前線から遠い位置に陣取り、また前線を自分の目で見ていないことを叱責され「無能」と断じられてしまう。
村上正路（むらかみ まさみち）
演：勝野洋
第三軍歩兵第二十八連隊長。
第七師団の一員として二〇三高地の戦いに参加し、配下の兵を40人にまで減らされながらも一度は奪取に成功する。再度の突撃にも参加し、突撃する前の兵士達に演説して「決別」を言い渡し、突撃を命令し、二〇三高地の奪取に成功する。
大迫尚敏（おおさこ なおはる）
演：品川徹
第七師団長。
第七師団は最後まで内地に残っていたため、「このままでは津軽海峡に顔向けできないところだった」と旅順にやってくるが、惨状を目にし「自分たちが全滅すれば、あの要塞は落とせるのか」と悲愴な決意を語る。第七師団は最後の二〇三高地への突撃の際には、1万5千人の兵が1千人まで減っていた。
豊島陽蔵（てしま ようぞう）
演：川野太郎
第三軍砲兵部長。児玉が二〇三高地奪還作戦において援護射撃を行うと指示した際に自兵も損害を食うと談判したが、逆に「今日に至るまで無策でいたずらに皇兵に甚大な被害を蒙らせたのは誰か」と激昂された。
中村覚（なかむら さとる）
演：塩野谷正幸
第三次旅順総攻撃の際に編成された“白襷隊”隊長。「“退却”の二文字を抹殺すべし」と将兵に訓示して突撃の指揮を執るが、自らは負傷して後送され、白襷隊は壊滅して退却を余儀なくされた。
松村務本（まつむら かねもと）
演：桐山浩一
第1師団長。
大庭二郎（おおば じろう）
演：海部剛史（第2部） / 千葉哲也（第3部）
第三軍参謀副長。
乃木に代って指揮を執るために旅順を訪れた児玉を出迎え、その際に前日に奪取した二〇三高地を奪い返されたことを報告して、児玉を激昂させる。またその際、将兵の墓標を線路脇に無造作に並べていたことを叱責された。
佐藤鋼次郎（さとう こうじろう）
演：浜田学
第三軍攻城砲兵部員。
味方にも犠牲の出かねない児玉の砲の配置の変更案に対し「陛下の赤子を陛下の砲を以って撃つことは出来ない」と抗議したが、逆に「陛下の赤子を今日まで無駄に殺してきたのは貴様らじゃないのか」と叱責された。
友安治延（ともやす はるのぶ）
演：深水三章
第三軍後備第一旅団長。
一戸兵衛（いちのへ ひょうえ）
演：西田聖志郎
第三軍歩兵指揮官。
白井二郎（しらい じろう）
演：谷川昭一朗
第三軍参謀。
津野田是重（つのだ これしげ）
演：永井浩介
第三軍参謀。
奈良武次（なら たけじ）
演：佐久間哲
第三軍砲兵部員。
斎藤季治郎（さいとう すえじろう）
演：村上新悟
友安治延の部下。

#### 秋山支隊
永沼秀文（ながぬま ひでふみ）
演：永澤俊矢
秋山支隊の中佐。
好古の命を受けてロシア軍後方の鉄道網の破壊の為に出撃するが、その途中で移動するロシア騎兵の大軍を目撃し、ロシアの大攻勢が近いことを察知する。
稲垣（いながき）
演：関戸将志
好古の副官。
熊谷（くまがい）
演：神尾佑
好古の部下。中国語通訳官。
中屋新吉 （なかや しんきち）
演：嶋尾康史（第8話） / 辻輝猛（第9話以降）
大尉。好古の副官。
栗原幸衛（くりはら ゆきえ）
演：市瀬秀和
中尉。好古の部下。
清岡真彦（きよおか さねひこ）
演：末宗慎吾
好古の部下。
佐藤秀四郎（さとう ひでしろう）
演：田上晃吉
中尉。好古の部下。
小林環（こばやし たまき）
演：片岡暁孝
少尉。好古の部下。

#### その他の満州軍
黒木為楨（くろき ためもと）
演：清水綋治
第一軍司令官。
野津道貫（のづ みちつら）
演：宗近晴見
第四軍司令官。
藤井茂太（ふじい しげた）
演：宮内敦士
陸軍大学校の生徒で好古の同期。日露戦争では第一軍参謀長。
奥保鞏（おく やすかた ）
演：伊吹剛
第二軍司令官。
落合豊三郎（おちあい とよさぶろう）
演：伊藤洋三郎
第二軍参謀長。

#### その他の陸軍軍人
明石元二郎 （あかし もとじろう）
演：塚本晋也
日露戦争開戦時のロシア公使館付陸軍武官。金銭の出納に細かく、帳簿を欠かさずつけている。
児玉からの密命を受け、ロシア国内の革命勢力を支援し、ロシアを内部から揺さぶろうと画策する。開戦後はロシア国外へ活動の拠点を移し、ヨーロッパ各地の反帝政ロシア勢力を糾合することに成功する。
森林太郎（もり りんたろう）
（森林太郎 → 森鴎外）
演：榎木孝明
第二軍軍医部長。従軍記者として清国を訪れた子規と出会う。日清戦争を「維新と文明開化の輸出・売り込み」と評した。また軍医としての見地から、陸軍将兵の数割が脚気で倒れたことから「戦わずして大損害を被った」と語った。
山地元治（やまぢ もとはる）
中将。第一師団長。隻眼のため「独眼竜」と渾名される。
曹長
演：森本レオ
清国駐屯の軍人。清国を訪れた子規ら従軍記者たちの同行役。中国語が理解できるような描写がある。清国人に対して横暴に接し、さらには子規のことも気に入らず目を付けるが、自分よりもずっと格上の森が横槍を入れたためあっさり引き下がった。
遠藤慎司（えんどう しんじ）
演：小林隆
メッケルのドイツ語通訳。

### 日本政財界

#### 皇室と政界の重鎮
明治天皇（めいじてんのう）
演：尾上菊之助
第122代天皇。非戦派の元老・伊藤博文の影響下にあり日露開戦には消極的だったが外交交渉の決裂を受け開戦の聖断を下す。
伊藤博文（いとう ひろぶみ）
演：加藤剛
元老。日清戦争時の内閣総理大臣。
日清戦争開戦には最後まで反対し、外相の陸奥宗光には「臆病なほどの平和主義者」と評される。
日英同盟の気運が高まる中、首相の桂太郎らに「恐露病」と皮肉られながらも日露協商の可能性を模索し訪露。皇帝ニコライ2世と会見するが、結果として協商への期待は裏切られた。日露開戦が決定すると、将来の講和を見越し、金子堅太郎をアメリカへ派遣する。
ポーツマス講和会議に向かう小村に対し「誰も来なくても予だけは出迎える」約束し、小村が帰国した際にはその約束を果たした。
小村寿太郎（こむら じゅたろう）
演：竹中直人
外交官。親の作った多額の負債を抱えており、「世界一貧乏な外交官」と自嘲気味に語っている。身長が低く、容貌が貧相なことから他国の外交官からは「ネズミ公使」と渾名されるが矜持をもち大国の高官に対しても一歩も引かない。北京代理公使として、日清開戦前夜の外交事務を取り仕切った。戦後はロシアの脅威を押さえるためイギリスとの対等同盟を構想する。
北清事変後の列強間の利害の調整を図り、天津条約を締結した手腕を買われて桂内閣の外務大臣に迎えられる。外務大臣として日英同盟の締結に成功する一方、ロシアとの交渉も行った。日本側の全権代表としてポーツマス講和会議に出席する。
陸奥宗光（むつ むねみつ）
演：大杉漣
外務大臣。川上参謀次長と組んで日清開戦を主導する。
井上馨（いのうえ かおる）
演：大和田伸也
元内務大臣。伊藤の盟友。
桂太郎（かつら たろう）
演：綾田俊樹
日露戦争開戦時の首相。ロシアを非常な脅威と捉える伊藤を、「恐露病」と皮肉った。
松方正義（まつかた まさよし）
演：大林丈史
元老。

#### 官僚たち
久保（くぼ）
演：石丸謙二郎
北京の公使館員。
金子堅太郎（かねこ けんたろう）
演：緒形幹太
外交官。憲法の起草にも携わり、「伊藤博文の懐刀」とも呼ばれる。
ハーバード大学に留学経験があり、時の大統領ルーズベルトと同窓生だった。日露開戦が決まると伊藤に招聘され、ルーズベルトに日露講和の仲介を依頼する特使となる。
栗野慎一郎（くりの しんいちろう）
演：利重剛
駐露公使。日露開戦前夜の外交交渉を行う。部下の明石には少々辟易している。
杉村虎一（すぎむら こいち）
演：黒田アーサー
外交官。
伊集院彦吉（いじゅういん ひこきち）
演：亀山忍
外交官。好古天津駐屯時の天津領事。
秋月（あきづき）
演：市山貴章
外務省の書記官。
都築馨六（つづき けいろく）
演：清水柳一
官僚。伊藤とともにロシアを訪問する。

#### 日本銀行
高橋是清（たかはし これきよ）
演：西田敏行
共立学校の英語教師。アメリカで奴隷として働いた経験があり、真之たちに欧米列強の危険性も説いた。後に正金銀行の副頭取となる。
日露戦争時は日本銀行副頭取を務めており、ロンドン、ニューヨークでの戦時公債の募集に奔走する。真之とはニューヨークで再会し、イロコワ族というインディアンがイギリスに利用された話をして、日本も利用されると説いた。
後年の二・二六事件において暗殺された事も、ナレーションにて語られる。
深井英五（ふかい えいご）
演：渡部賢治
高橋是清の部下。

### 日本の市井の人々

#### 新聞「日本」
陸羯南（くが かつなん）
演：佐野史郎
新聞「日本」の社長。大学在学中から子規の面倒を見ており、子規の根岸の家も彼が世話した。
古島一念（こじま いちねん）
演：建蔵
新聞「日本」編集者。
福本日南（ふくもと にちなん）
演：小林利也
新聞「日本」編集者。
国分青崖（こくぶ せいがい）
演：古川伴睦
新聞「日本」編集者。

#### 子規の弟子たち
高浜虚子（たかはま きょし）
（高浜清 → 高浜虚子）
演：森脇史登（少年時代：ささの友間）
少年期は真之を慕い、後に子規を追って東京へ出る。
河東碧梧桐（かわひがし へきごとう）
（河東秉五郎 → 河東碧梧桐）
演：大藏教義（少年時代：松川尚瑠輝）
少年期は真之を慕う。虚子と子規門下の双璧をなす。
伊藤左千夫（いとう さちお）
演：岸本光正
子規の弟子。
柳原極堂（やなぎはら きょくどう）
演：伊嵜充則
松山出身。
寒川鼠骨（さむかわ そこつ）
演：菟田高城
子規の高弟。
内藤鳴雪（ないとう めいせつ）
演：加世幸市
子規の弟子。
佐藤紅緑（さとう こうろく）
演：薬師寺順
子規の弟子。

#### 松山の人々
藤野漸（ふじの すすむ）
演：宝田明
旧松山藩主・久松家の家令。フランスに留学する当主・定謨の随員に好古を指名する。
園田（そのだ）
演：徳井優
巡査。真之とは幼少期からの腐れ縁である。
戒田（かいだ）
演：上田耕一
秋山家の近所で銭湯を営む士族の男。好古に、師範学校の存在を教えた。
富田（とみた）
演：笑福亭松之助
旧松山藩の徒歩組頭。
イチ公
演：松田圭祐
真之らの幼馴染。
タダシ
演：坂口淳
真之らの幼馴染。

#### 東京の人々
夏目金之助（なつめ きんのすけ）
演：小澤征悦
（塩原金之助 → 夏目金之助 → 夏目漱石）
東京大学予備門時代の真之・子規の同級生。帝国大学に進み、子規の故郷・松山に英語教師として赴任する。
日露戦争時には東京に戻っており、雑誌『ホトトギス』に小説「吾輩は猫である」を連載している。文学を捨てた真之を密かに軽蔑していたが、日露戦争では真之ら軍人に頼らねばならない己の身を恥じ、またロシアに敗れれば俳句など日本語の文化その物が消滅する危険があることを危惧していた。
よし
演：佐々木すみ江
佐久間家の女中。秋山兄弟を「陪臣」と蔑むが、好古と多美の結婚式では末席ながら参列した。
山田武太郎（やまだ たけたろう）
演：中野雄一
東京大学予備門の学生。後の山田美妙。
竹本都（たけもと みやこ）
演：水野貴以
娘義太夫語り。
柴田環（しばた たまき）
演：松田珠希
華族の娘。
関甲七郎（せき こうしちろう）
演：松村良太
東京大学予備門の学生。
菊池謙二郎（きくち けんじろう）
演：野呂朋大
東京大学予備門の学生。
清水則遠（しみず のりとお）
演：菊地真之
東京大学予備門の学生。
井林弘政（いばやし ひろまさ）
演：檜尾健太
東京大学予備門の学生。
神谷豊太郎（かみや とよたろう）
演：辰巳智久
東京大学予備門の学生。
南方熊楠（みなかた くまぐす）
東京大学予備門の学生。

#### 那須野の人々
長谷川祖吉（はせがわ そきち）
演：織本順吉
乃木が休職時に過ごした村の古老。
政吉（せいきち）
演：螢雪次朗
乃木が休職時に過ごした村の住民。
大柴隆二（おおしば りゅうじ）
演：五十嵐貴裕
乃木が休職時に過ごした村の青年。対露開戦を控え、応召が決まった。
菅野彦蔵（すがの ひこぞう）
演：本庄正季
乃木が休職時に過ごした村の青年。対露開戦を控え、応召が決まった。

#### その他
宗像繁丸（むなかた しげまる）
演：藤木勇人
沖ノ島・宗像大社沖津宮の神官。玄界灘を進むバルチック艦隊を目撃し、日本海軍の勝利を神に祈る。
津田三蔵（つだ さんぞう）
演：岡けんじ
大津の巡査。ロシア皇太子・ニコライを斬りつけた。

### ロシア

#### アリアズナとその親族
アリアズナ・コヴァリスカヤ
演：マリーナ・アレクサンドロワ
海軍大佐コバリスキーの娘。ロシア留学中の広瀬と恋に落ち「日本とロシアが戦うかも知れない」と広瀬が述べると「祖国ロシアと戦うことも辞さない」と広瀬に言う。故郷・豊後竹田にて子供たちに囲まれている妻アリアズナを広瀬も夢想。広瀬が戦死すると（ロシア海軍少将の娘でありながら）未来の夫たる日本海軍士官・広瀬の喪に服している。
ボリス・ビルキツキー
演：アルチョム・グリゴリエフ
ロシア海軍軍人。コバリスキーの甥。
従姉妹アリアズナに想いを寄せ、彼女が恋する広瀬に敵意を抱き、出会った当初は決闘を申し入れるなどしていたが、やがて二人の仲を認め、広瀬とも親友となる。日露戦争が始まると旅順艦隊に配属され、広瀬と干戈を交える。広瀬の葬儀では一輪の花を広瀬の棺上に投げ落とす。
コバリスキー
演：ビクトル・コスチェツスキー
海軍大佐。甥のボリスと娘の恋人・広瀬が戦場で出会わないことを祈ったが、叶わなかった。

#### ロシア皇室
ニコライ2世
（ニコライ皇太子 → ニコライ2世）
演：ティモフィー・ヒョードロフ
ロシア皇帝。名君と言われる父親に劣等感を抱いている。優柔不断だが家族を愛する人物。
皇太子時代の訪日中に大津にて警官に斬り付けられ負傷しトラウマを持っている。
ベゾブラゾフら強硬派の側近に乗せられ極東での南下政策を進め日本と対立。「朕が望まない限り戦争は起こらない」と発言するが日本との交渉が行き詰まってくると弱気になっていき、遂には全面譲歩を日本伝達するよう命ずるが日本へ伝わらず露日戦争が始まる。（露日戦争中に）日本を「東洋の猿」と表現している。
アレクサンドラ
演：ナターリア・ベンチーロワ
ニコライ2世の皇后。
アナスタシア
演：クシェニア・ベトロワ
ニコライの皇女。
オリガ
演：タリア・メチチュリナ
ニコライの皇女。
タチアナ
演：マリア・フェイギノワ
ニコライの皇女。
マリア
演：マリア・ハイフマン
ニコライの皇女。

#### 閣僚・重臣
ウィッテ
演：ヴァレリー・バリノフ
大蔵大臣。日露開戦反対派で伊藤博文と連携して日露協商による戦争回避を模索するが、ベゾブラゾフの根回しによって次第に皇帝の信を失い、罷免される。
アレクセーエフ
演：ゲンナジー・ヴェンゲロフ
極東総督。対日強硬派でベゾブラゾフに取り入って総督の地位を得た。外相のラムズドルフからは「戦争で一儲けすることしか考えていない」と評される。彼がニコライ2世の対日全面譲歩の伝聞を握り潰したことが、結果的に日本に開戦を決意させることになる。
ベゾブラゾフ
演：アンドレイ・メジュリス
ニコライ2世の側近にして対日強硬派の首魁。巧みな弁舌で皇帝を抱きこみ、極東侵略を決意させたことで日露戦争の原因を作る。
ローゼン
駐日公使。
ラムスドルフ
演：セルゲイ・シェルグノフ
外務大臣。
アレクサンドロウィッチ
演：アレクセイ・シェフチェンコ
ロシア大公。
ミハイロウィッチ
演：ゲオルキー・シュベチコフ
ロシア大公。

#### ロシア海軍
ロジェストウェンスキー
演：アレクサンドル・チューチン
バルチック艦隊司令長官。
敗戦を続けるクロパトキンを「退却将軍」と罵り、自ら艦隊を指揮して極東に遠征するが、日本海海戦で重傷を負う。
マカロフ
演：バレーリー・ジャコフ
旅順艦隊司令長官。「ロシア海軍の至宝」と呼ばれるヨーロッパ屈指の海軍理論家で、真之も彼の著書を持っている。兵達からも「マカロフ爺さん」の愛称で親しまれ、彼の着任で旅順艦隊の士気が上がった。日本海軍の閉塞作戦の意図を読んで対抗策を施し、広瀬を戦死させる。広瀬の葬儀にも参列し、彼に祈りをささげる。
モストボイ
演：ビンセント・タナンシー
海軍大尉。作中、尊大な人物として描かれており、特に日本人に対しては慇懃無礼に接する。米西戦争に観戦武官として参加した際、日本が持つ旅順の地図を真之に迫るが、丁重に断られた。
イグナチウス
演：アレクサンドル・ポリシューク
戦艦「クニャージ・スヴォーロフ」艦長。
コロン
演：ダリウス・メスカウスカス
第一艦隊参謀長。
セミョーノフ
演：アンドリュース・ジウラウカス
バルチック艦隊幕僚。
レドキン
演：ドナータス・シムカウスカス
バルチック艦隊砲術士官。
スミルノフ
演：ルボミール・ミサック
戦艦「ニコライ1世」艦長。
ネボガドフ
演：ボリス・ヴラジク
第三艦隊司令長官。
クロッス
演：マーク・ベッソン
第三艦隊参謀長。
スウェントルジェッキー
演：アレクセイ・スカトフ
ロシア海軍軍人。

#### ロシア陸軍
クロパトキン
演：セルゲイ・パールシン
陸軍大臣。
日露開戦後は満州軍総司令官を務め、日本軍の補給線が伸びきったところを叩くという戦略を立て実行するが、傍目には消極戦術と写り、自軍の士気を低下させ、国内からは「退却将軍」と非難される。また日本軍の児玉には慎重で神経質な性格を逆手に取られ、奉天会戦では北上する秋山支隊の兵力を誤認し、優勢な状況で退却を命じるという致命的なミスを犯した。
コンドラチェンコ
演：リュボミラス・ラウチェービチュス
陸軍少将。旅順要塞の指揮官。
トレチャコフ
演：サウリェス・バガリューナス
二〇三高地の防衛指揮官。
ミルスキー
演：アントン・シュームゲン
陸軍参謀。
シタケリベルグ
演：リマス・モルクーナス
首山堡の守将。

#### その他のロシア人
パブロフ
演：アレクサンドル・コズロフ
博士。
ベンケンドルフ
演：ウラディミール・ツベトコフ
ドルゴルキ
演：レナート・ハイルーリン

### 清
李鴻章（り こうしょう）
演：任大恵
直隷総督。外交交渉に長け、「異人転がしの達人」と呼ばれる。
袁世凱（えん せいがい）
演：薛勇
日清戦争時は朝鮮通商大臣。李鴻章の死後に台頭。清朝の滅亡を予期しており、北清事変の際も自らの私兵を温存することで清国の最高実力者となり、軍や政治制度を近代化して清国を列強の一員に押し上げることを目指す。清国駐屯時代の好古と知り合い、共通の趣味である酒と乗馬を通じて打ち解ける。
袁克定（えん かつじょう）
演：ジャッキー・ウー
袁世凱の長男。日本語を解し、父と好古の会見に通訳として同席する。
丁汝昌（てい じょしょう）
演：徐文彬
北洋艦隊提督。乗艦を訪れた東郷から「万国公法」を送られる。後に日清戦争敗北の責任を取り自決。

### その他の諸外国

#### イギリス
シャンド
演：デビッド・クウィルター
イギリスの銀行支店長。
ジョーンズ
演：ブレイク・クロフォード
イギリス海軍大尉。横浜で、英国人と真之たちの揉め事を仲裁する。
ベイリー
演：マーク・マードック
在日イギリス人。
ジョーンズ
演：アンドリュー・フォーブス
スミス
演：スティーブ・エドウィン
マイケル
演：ウィリアム・ケンプセル

#### アメリカ
シフ
演：レオン・リセック
ユダヤ人金融家。
ロシア国内で迫害される同胞の状況に胸を痛めており、かつて迫害をやめる条件でロシア皇帝に融資して裏切られた経験がある。日露戦争での帝政ロシア弱体化を意図して日本が募集した戦時公債の半分を引き受ける。
マハン
演：ジュリアン・グローヴァー
予備役大佐。米西関係を問う真之に対し「我々に必要なのは、きっかけだ」と語った。

#### その他
メッケル
演：ノーベルト・ゴート
ドイツ陸軍少佐。陸軍大学校の教官。最初の講義において学生たちの知識の低さを厳しく叱責した。
ジョージ
演：ティム・ウェラード
ギリシャ王子。大津事件の際、周囲の群衆と共に犯人を取り押さえ、ニコライを救った。

## スタッフ
- 原作：司馬遼太郎（『坂の上の雲』/『明治という国家』/『司馬遼太郎が考えたこと』/『殉死』/『この国のかたち』）
- 脚本：野沢尚 / 柴田岳志 / 佐藤幹夫 / 加藤拓
- 音楽：久石譲
- 語り：渡辺謙
- 演奏：NHK交響楽団 / 東京ニューシティ管弦楽団
- テーマ音楽指揮：外山雄三
- 題字：司馬遼太郎
- 脚本諮問委員：関川夏央 / 鳥海靖 / 松原正毅 / 松本健一 / 宮尾登美子 / 山折哲雄 / 遠藤利男
- 脚本監修：池端俊策 / 岡崎栄 / 松下和惠
- 副音声解説：宗方脩 / 松尾まつお / 枝村みどり
- 時代考証：鳥海靖
- 風俗考証：天野隆子
- 海軍軍事考証：平間洋一 / 菊田愼典
- 陸軍軍事考証：寺田近雄 / 原剛
- 艦船考証：泉江三
- 軍服考証：柳生悦子
- 騎兵考証：岡部長忠 / 末崎真澄 / 清水雅弘
- 軍装考証：平山晋
- 娘義太夫考証：水野悠子
- 外交交渉考証：東郷和彦
- 宮中建築考証：浅羽英男
- 宮中考証：米窪明美
- 取材協力：司馬遼太郎記念館
- 参考文献：『ロシヤにおける広瀬武夫』島田謹二
- 資料提供：坂の上の雲ミュージアム / 子規記念博物館 / 子規庵保存会 / 馬の博物館 / 横浜開港資料館 / 神奈川県立歴史博物館 / 早稲田大学図書館 / ニューヨーク公共図書館 / 野球体育博物館 / 国立国会図書館 / 入江泰吉記念奈良市写真美術館 / 呉市海事歴史科学館 / 土佐山内家宝物資料館 / ミズノプリンティングミュージアム / 川島織物文化館 / 北海道大学スラブ研究センター / 倉敷紡績 / 大日本蚕糸会 / 毎日新聞社 / PPS通信社 / アニドウ・フィルム / 海上保安庁海洋情報部 / アフロ / 大龍寺 / 木村家 / 此経啓助 / 高橋洋一 / 齋藤武子 / ロシア国立中央映像写真資料館 / アメリカ議会図書館資料映像コレクション / アメリカ国立公文書館 / Collections Gaumont Pathé Archives / BFI National Archive / British Pathé / The Dock Museum / Huntley Film Archives / UCLA Film & Television Archive / Lumiere / Harp Week, LLC / Chicago History Museum / Naval Historical Center / Munchner Neueste Nachrichten / Collection of The New-York Historical Society / Special Collections Library, Duke University / CG / Getty Images / Association frères Lumière
- 撮影協力：京都府 / 奈良県 / 山梨県 / 埼玉県 / 福島県 / 熊本県 / 松山市 / 川口市 / 呉市 / 会津若松市 / 郡山市 / 長野市 / 横浜市 / 伊東市 / 宇城市 / 竹田市 / 佐倉市  / 今治市 / 内子町 / 富士見町 / 豊富町 / 廿日市市宮島観光協会 / 美星町観光協会 / 防衛省 /陸上自衛隊第1普通科連隊 /  海上自衛隊呉地方総監部 / 海上自衛隊舞鶴地方総監部 / 海上自衛隊横須賀教育隊 / 海上自衛隊第1術科学校・幹部候補生学校[11] / 海上保安庁海洋情報部 / 呉市立下蒲刈小学校 / 旧土浦中学校本館 / 信州大学繊維学部 / 龍谷大学 / 熊本大学五高記念館 / 京都国立博物館 / 洛東遺芳館 / 名古屋市市政資料館 / 安積歴史博物館 / 博物館明治村 / 日本元気劇場 / ロシア革命博物館 / 千葉県立房総のむら / 東大寺 / くろ谷金戒光明寺 / 厳島神社 / 香取神宮 / 記念艦三笠 / 国宝彦根城 / 山梨県馬術競技場 / いばらきフィルムコミッション / 信州上田フィルムコミッション / 八王子フィルムコミッション / 天草フィルムコミッション / 日本ラインフィルムコミッション / 千葉フィルムコミッション / 栄町FCサポーター / 諏訪湖フィルムコミッション / 舞鶴フィルムコミッション / はこだてフィルムコミッション / つくばみらいフィルムコミッション / なごや・ロケーション・ナビ
- 所作指導：橘芳慧
- 馬術指導：田中光法
- 海軍軍事指導：堤明夫
- 陸軍軍事指導：大東信祐
- 軍楽隊指導：谷村政次郎
- 無線通信指導：中村治彦
- 砲術指導：佐山二郎
- アクション指導：深作覚
- 医事指導：中村毅志夫
- 看護指導：押川真喜子
- 邦楽指導：本條秀太郎
- 茶道指導：鈴木宗卓
- 古式泳法指導：竹岡寿理
- 戯唄指導：本條秀太郎
- 娘義太夫指導：竹本綾之助
- 野球指導：稲見達彦
- ビリヤード指導：肥田明
- ダンス指導：竹村孝
- 柔道指導：木村大助
- 都々逸指導：藤本琇禎
- 琵琶指導：友吉鶴心
- 調理指導：渡辺隆史
- 書道指導：望月暁云
- 宮中ことば監修：堀井令以知
- 宮中ことば指導：井上裕季子
- 松山ことば指導：野沢光江
- 大分ことば指導：池永宗士郎
- 土佐ことば指導：岡林桂子
- 薩摩ことば指導：西田聖志郎
- 長州ことば指導：一岡裕人
- 兵庫ことば指導：小林由利
- 青森ことば指導：相沢けい子
- 広島ことば指導：沖田弘二
- 茨城ことば指導：飛田晃治
- 熊本ことば指導：前田こうしん
- 島根ことば指導：藤井京子
- 栃木ことば指導：手塚政雄
- 博多ことば指導：明石良
- 和歌山ことば指導：小林由利
- 中国語指導：陳浩
- 英語監修：バーミンガム・ブレーンズ・トラスト
- 英語指導：ラザリス
- ドイツ語監修：ドイツメディア制作ネットワーク
- フランス語指導：中村亮二
- ロシア語指導：中川エレーナ
- タイトルバック : 菱川勢一
- ドキュメンタリーパート : ドローイングアンドマニュアル
- 海外制作プロデューサー・VFXプロデューサー：結城崇史
- エグゼクティブプロデューサー：菅康弘 / 西村与志木
- 制作統括：菅康弘 / 藤澤浩一 / 中村高志
- 演出：柴田岳志 / 佐藤幹夫 / 加藤拓 / 木村隆文 / 一色隆司

## 主題歌
『Stand Alone』
作詞：小山薫堂 / 作曲：久石譲
歌唱
- 第1部　サラ・ブライトマン
- 第2部　森麻季
- 第3部　麻衣（44分版第19回～最終回はサラ・ブライトマン）

## 放送日程

### 放送時間
|                  | 第1部                                                                             | 第2部                                                                              | 第3部                                                                                |
| ---------------- | --------------------------------------------------------------------------------- | ---------------------------------------------------------------------------------- | ------------------------------------------------------------------------------------ |
| 総合テレビ       | 本放送：日曜 20:00 - 21:30 再放送：土曜13:05 - 14:35 （第五回のみ12月30日水曜日） | 本放送：日曜 19:30 - 21:00 再放送：土曜 13:05 - 14:35 （第九回のみ12月30日木曜日） | 本放送：日曜 19:30 - 21:00 再放送：土曜 13:05 - 14:35 （第十三回のみ12月30日金曜日） |
| BS2→BSプレミアム | 日曜 22:00 - 23:30（難視聴対策放送）                                              | 日曜 22:00 - 23:30（難視聴対策放送）                                               | 日曜18:00 - 19:30                                                                    |
| BSハイビジョン   | 日曜 17:30 - 19:00                                                                | 日曜 17:30 - 19:00（1週間の先行放送）                                              | （チャンネル閉局につき放送なし）                                                     |

なお、第1部は2010年11月から12月に総合テレビ（ゴールデンタイム）およびBSハイビジョン（プライムタイム）で再放送された。

### サブタイトル
| 部                                                              | 放送回   | 放送日         | タイトル   | 演出     | 視聴率 | 平均 視聴率 |
| --------------------------------------------------------------- | -------- | -------------- | ---------- | -------- | ------ | ----------- |
| 第1部                                                           | 第一回   | 2009年11月29日 | 少年の国   | 柴田岳志 | 17.7%  | 17.5%       |
| 第1部                                                           | 第二回   | 12月06日       | 青雲       | 柴田岳志 | 19.6%  | 17.5%       |
| 第1部                                                           | 第三回   | 12月13日       | 国家鳴動   | 柴田岳志 | 19.5%  | 17.5%       |
| 第1部                                                           | 第四回   | 12月20日       | 日清開戦   | 柴田岳志 | 17.8%  | 17.5%       |
| 第1部                                                           | 第五回   | 12月27日       | 留学生     | 一色隆司 | 12.9%  | 17.5%       |
| 第2部                                                           | 第六回   | 2010年12月05日 | 日英同盟   | 佐藤幹夫 | 14.7%  | 13.5%       |
| 第2部                                                           | 第七回   | 12月12日       | 子規、逝く | 佐藤幹夫 | 15.0%  | 13.5%       |
| 第2部                                                           | 第八回   | 12月19日       | 日露開戦   | 佐藤幹夫 | 14.7%  | 13.5%       |
| 第2部                                                           | 第九回   | 12月26日       | 広瀬、死す | 木村隆文 | 9.7%   | 13.5%       |
| 第3部                                                           | 第十回   | 2011年12月04日 | 旅順総攻撃 | 加藤拓   | 12.7%  | 11.5%       |
| 第3部                                                           | 第十一回 | 12月11日       | 二〇三高地 | 加藤拓   | 11.0%  | 11.5%       |
| 第3部                                                           | 第十二回 | 12月18日       | 敵艦見ゆ   | 木村隆文 | 11.1%  | 11.5%       |
| 第3部                                                           | 第十三回 | 12月25日       | 日本海海戦 | 加藤拓   | 11.4%  | 11.5%       |
| 全話平均視聴率 14.5% （視聴率は関東地区・ビデオリサーチ社調べ） |          |                |            |          |        |             |

放送日は総合テレビでの本放送分のもの。

### 総集編
総合テレビ
土曜19時30分 - 21時
| 総集編 | 総集編         | 総集編   |
| 放送回 | 放送日         | 題       |
| ------ | -------------- | -------- |
| 第一部 | 2011年11月19日 | 少年の国 |
| 第二部 | 11月26日       | 日露開戦 |

### アンコール放送
番組終了から3年が経過した2014年、全話をもう一度通してみたいとする視聴者からの反響が大きかったため、10月から2015年3月にかけて、1つのエピソードを前後編の2週に分け、合計26回に再編集したアンコール連続放送を毎週日曜日12時 - 12時45分にNHK BSプレミアムで放送することになった。
2024年9月8日から2025年3月9日までNHK総合テレビで、2024年10月4日から2025年1月3日までNHK BSプレミアム4Kで再放送された。総合テレビは44分版で全26回（日曜日23時 - 23時45分）、NHK BSプレミアム4Kは89分版で全13回（金曜日20時15分 - 21時45分）。

## 関連番組
メイキング・PR番組については省略。

### 坂の上の雲 明治の夢・歴史の今
概要
ドラマの舞台となる日本国内の場所などを訪ね、それらが現代へどのように繋がっていったのかを検証する5分番組。全20回。日曜は同じ“プロジェクトJAPAN”の関連として放送されていた『世界と出会った日本人』と入れ替える形で2009年10月から放送。
放送時間
2009年度：総合テレビ 木曜 22時55分 - 23時、土曜 21時55分 - 22時、日曜 22時45分 - 22時50分 ほか随時
2010年度：総合テレビ 金曜 22時45分 - 22時50分 ほか随時
2011年度：総合テレビ 月曜 10時50分 - 10時55分、水曜 22時45分 - 22時50分 ほか随時
- 塚原愛（2009年度ナレーション）
- 神田愛花（2010年度・2011年度ナレーション）
- 国井雅比古（2009年度・2010年度原作本朗読）
- 小野卓司（2011年度原作本朗読）

### 坂の上の雲ダイジェスト
教育テレビのデジタル放送ワンセグサービス“NHKワンセグ2”独自番組として、『大河ドラマダイジェスト』の枠（月曜 12時30分 - 12時35分、翌日 0時10分 - 0時15分）で放送。1時間半の内容を5分に要約。
1. 2009年（平成21年）11月30日
2. 2009年（平成21年）12月7日
3. 2009年（平成21年）12月14日
4. 2009年（平成21年）12月21日
5. 2009年（平成21年）12月28日
6. 2010年（平成22年）12月6日
7. 2010年（平成22年）12月13日
8. 2010年（平成22年）12月20日
9. 2010年（平成22年）12月27日

### 坂の上の雲の女たち
放送時間
- 本放送:総合テレビ 2010年（平成22年）12月3日（金曜日）の19時30分 - 19時56分（NHKワールド・プレミアムも同時放送）
※一部地域では時差放送もしくは放送なし
- 再放送:総合テレビ 2010年（平成22年）12月4日（土曜日）の16時30分 - 16時56分
- 神田愛花（ナレーション）

### 坂の上の雲 トークショー
放送時間
- NHK四国地方 2024年（令和6年）12月15日 （日曜日）の13時5分 - 13時48分
- NHK総合 2025年（令和7年）1月5日（日曜日）の23時45分 - 翌0時28分
- 出演：真野響子（乃木希典の妻・静子 役）、菅康弘（『坂の上の雲』エグゼクティブプロデューサー、「坂の上の雲ミュージアム」総館長）/ 司会：永井克典（NHK松山放送局アナウンサー）
- ナレーション（登場順）：井本千晶（NHK松山放送局）、滝島雅子、渡辺謙

## 関連商品
※ドラマ関係のみ記す。

### 書籍・雑誌
- NHKスペシャルドラマ 歴史ハンドブック 坂の上の雲（日本放送出版協会、2009年10月）
- NHKスペシャルドラマ・ガイド 坂の上の雲 第1部（日本放送出版協会、2009年10月）
- NHKスペシャルドラマ・ガイド 坂の上の雲 第2部（日本放送出版協会、2010年10月）
- NHKスペシャルドラマ・ガイド 坂の上の雲 第3部（NHK出版、2011年11月）
- 『文藝春秋 臨時増刊 「坂の上の雲」と司馬遼太郎 2009年12月号』（文藝春秋、2009年10月刊）
  - 改訂版 『「坂の上の雲」人物読本』（文春文庫、2010年11月） ISBN 4167217872
- 『文藝春秋 臨時増刊 「坂の上の雲」日本人の奇跡 2010年12月号』（文藝春秋、2010年10月刊）
- 『文藝春秋 臨時増刊 「坂の上の雲」日本人の勇気 2011年12月号』（文藝春秋、2011年10月刊）
- 『週刊司馬遼太郎6 「坂の上の雲」の世界 青春編』（週刊朝日ムック：朝日新聞出版、2010年4月）
- 『週刊司馬遼太郎7 「坂の上の雲」・「竜馬がゆく」』（週刊朝日ムック：朝日新聞出版、2010年11月）
- 『週刊司馬遼太郎8 「坂の上の雲」・「覇王の家」・「歳月」』（週刊朝日ムック：朝日新聞出版、2011年10月）

### CD
- 坂の上の雲 オリジナル・サウンドトラック（久石譲：2009年11月18日発売）（EMIミュージック・ジャパン）
- 坂の上の雲 オリジナル・サウンドトラック 2（久石譲：2010年11月17日発売）（EMIミュージック・ジャパン）
- 坂の上の雲 オリジナル・サウンドトラック 3（久石譲：2011年11月9日発売）（EMIミュージック・ジャパン）
- 坂の上の雲 オリジナル・サウンドトラック 総集編（久石譲：2012年2月22日発売）（EMIミュージック・ジャパン）

### DVD、Blu-ray Disc
- 坂の上の雲 第1部 DVD BOX（2010年3月15日発売）（ポニーキャニオン）
- 坂の上の雲 第1部 ブルーレイ BOX（2010年3月15日発売）（ポニーキャニオン）
- 坂の上の雲 第2部 DVD BOX（2011年3月16日発売）（ポニーキャニオン）
- 坂の上の雲 第2部 ブルーレイ BOX（2011年3月16日発売）（ポニーキャニオン）
- 坂の上の雲 第3部 DVD BOX (2012年3月21日発売)（ポニーキャニオン）
- 坂の上の雲 第3部 ブルーレイ BOX (2012年3月21日発売)（ポニーキャニオン）